# アイアル少額短期保険
アイアル少額短期保険株式会社（アイアルしょうがくたんきほけん）は日本の少額短期保険会社である。

## 概要
マーケットニーズに応えるニッチな保険商品を開発する少額短期保険会社。
2011年（平成23年）2月に学総とライズ少額短期保険が合併して現社名となった。
取扱保険商品は、下記の4種類である。
1. 家主様向けに開発した、入居者の「孤独死・自殺」による「空室期間の家賃損失」「原状回復費用」を補償する保険
⇒『無縁社会のお守り』（賃貸住宅管理費用保険）
2. 不妊治療中の女性を応援する医療保険
⇒『子宝エール』（医療保険）
3. 引越ししても持ち歩ける家財保険
⇒『愛ある家財保険』（家財保険・個人賠償保険）